# Нааяат
Нааяат (на датски: Naajaat) е селище в община Каасуицуп в северозападна Гренландия. Селището е разположено на едноименния остров Нааяат, който от своя страна е част от архипелага Упернавик. В близост до селището се намират Упернавик, Аапилаток, Иннарсуит и Тасуисак. Към 2010 Нааяат е с население от 50 души.